# Tuoshan
Tuoshan (chinês: 驼山, pinyin: Tuó Shān, lit. ‘Montanha do Camelo’) é uma montanha localizada a 4 km a sudoeste da cidade de Qingzhou, província de Shandong, China. Possui uma série de locais históricos e um pinhal nativo. Tuoshan é a principal zona cênica do Parque Nacional Qingzhou.